# Guy Vanhengel
Guy A.J. Vanhengel, né le 10 juin 1958 à Bruxelles, est un homme politique belge, membre du parti libéral flamand Open VLD. Il est diplômé de l'École normale Karel Buls (1979).  

## Biographie
De 2011 à 2019, il est ministre bruxellois du Budget et des Finances, auquel se rajoute les portefeuilles des Relations extérieures et de la Coopération au Développement en 2014.
Il est jusqu'à présent le seul homme politique belge qui a siégé et dans le gouvernement bruxellois (Finances, Budget, Enseignement Néerlandophone) et dans le gouvernement flamand (Sport et Affaires bruxelloises) et dans le gouvernement fédéral (Vice Premier Ministre et Ministre du Budget). Il est ministre pendant 19 ans. Depuis le 18 juillet 2019, il est le Premier Vice Président du Parlement Bruxellois.

## Emploi
- Instituteur dans une fonction de sélection à la Kakelbontschool de la Ville de Bruxelles (1979-1981)
- Service militaire en tant que milicien au staff général de l’Armée belge à Evere (1981-1982)
- Porte-parole d’Annemie Neyts, secrétaire d’état de la Région de Bruxelles-Capitale (1982-1984)
- Porte-parole de Guy Verhofstadt, président du PVV (1984-1985)
- Porte-parole de Guy Verhofstadt, vice-premier ministre et ministre du Budget (1985-1988)
- Directeur de Toerisme Vlaanderen (depuis 1988). Détaché en tant que porte-parole au cabinet de Patrick Dewael, ministre de la Culture (1988-1989)
- Mis à disposition des groupes politiques à la Chambre et au Sénat en tant que porte-parole du PVV, qui devient ensuite le VLD (1989-1995)

## Carrière politique
- Membre du conseil du Centre public d'action sociale (CPAS) à Evere (1983-1989)
- Membre du conseil communal à Evere (depuis 1989)
- Député bruxellois (1995-2000)
- Secrétaire du Bureau du Conseil de la Région de Bruxelles-Capitale (1995-2000)
- Président du Conseil de la Commission communautaire flamande (VGC) (1999-2000)
- Ministre des Finances, du Budget, de la Fonction publique et des Relations extérieures au sein du Gouvernement de la Région de Bruxelles-Capitale (2000-2004) (prestation de serment le 19 octobre 2000)
- Membre du Collège chargé de l’Enseignement, de la Formation professionnelle et du Budget à la Commission communautaire flamande (2000-2004)
- Membre du Collège compétent pour l’Aide aux Personnes et pour la Fonction Publique au sein de la Commission communautaire commune (2000-2004)
- Ministre flamand des Sports et des Affaires de la Région de Bruxelles-Capitale (2002-2003)
- Ministre bruxellois des Finances, du Budget, des Relations extérieures et de l’Informatique (2004-2009)
- Président du collège de la Commission communautaire flamande, chargé de l’enseignement et du budget (2004-2009)
- Membre du collège compétent pour la Politique de la Santé et le Budget à la Commission communautaire commune (2004-2009)
- Vice-Premier ministre fédéral et Ministre du Budget (2009-2011) (prestation de serment le 17 juillet 2009)
- Député fédéral (2010-2011) (prestation de serment le 6 juillet 2010)
- Ministre bruxellois du Budget et des Finances (du 16 décembre 2011 au 18 juillet 2019)
- Député bruxellois (18 juillet 2019-)

## Mandats et fonctions
- Responsable de l’Information à Radio Contact (1979-1982)
- Collaborateur au journal Het Laatste Nieuws (1979-1988)
- Administrateur de la SA Société Régionale du Logement bruxellois (1985-1995)
- Administrateur de la BRTN (1992-1995)
- Administrateur de la SA Var (1994-1995)
- Président honoraire du Brussels Concertband (depuis 1998)
- Vice-président honoraire de l’Harmonie Royale De Ster (depuis 1999)
- Président honoraire de la Fédération royale musicale de la Région de Bruxelles-Capitale (depuis 2000)

## Distinctions
- Grand officier de l'ordre de Léopold (26 mai 2014)[1].
- Grand-croix de l'ordre de la Couronne (AR 1er septembre 2024)[2].